# Suore di carità di San Vincenzo de' Paoli (Zagabria)
Le Suore di Carità di San Vincenzo de' Paoli (in croato Družba Sestara Milosrdnica Svetog Vinka Paulskog) sono un istituto religioso femminile di diritto pontificio: le suore di questa congregazione pospongono al loro nome la sigla M.V.Z.

## Storia
Le origini della congregazione risalgono al 5 settembre 1845, quando il vescovo di Bressanone, dietro richiesta del cardinale Haulík, inviò a Zagabria una comunità di sei religiose: le donne provenivano dalle congregazioni tirolesi delle suore della Carità di Zams e di Innsbruck, rami di quella di Strasburgo, e furono alle dipendenze della casa madre di Zams fino al 22 ottobre 1856, quando il loro convento di San Vincenzo de' Paoli a Zagabria fu eretto a casa madre di una congregazione indipendente.
Sin dal principio le suore istituirono presso la loro casa di Zagabria una scuola elementare e un piccolo ospedale; nel 1849 istituirono anche una scuola magistrale e nel 1872 un liceo. Grandi ospedali furono aperti a Zagabria e a Zemun.
La loro prima stazione missionaria fu fondata nel 1881 a Drinopolje, in Bulgaria; ne seguirono altre in Albania e Macedonia. Nel 1934 aprirono la prima casa fuori dal territorio Europeo, in Argentina, da dove si diffusero anche in Paraguay e Uruguay.
L'istituto e le sue costituzioni furono approvati dalla sacra congregazione per i Religiosi con decreto del 20 giugno 1931.

## Attività e diffusione
Le suore hanno come fine le opere di misericordia e l'educazione della gioventù: lavorano in asili e scuole primarie e secondarie, in orfanotrofi, in ospedali e si dedicano all'apostolato della stampa.
Sono presenti in Europa (Austria, Bosnia ed Erzegovina, Bulgaria, Croazia, Germania, Italia, Montenegro, Serbia, Slovenia) e nelle Americhe (Argentina, Canada, Paraguay, Stati Uniti d'America); la sede generalizia è a Zagabria.
Alla fine del 2008 la congregazione contava 829 religiose in 111 case.